# Championnat du Pernambouc de football
Le championnat du Pernambouc de football ou championnat pernambucano (campeonato pernambucano en portugais) est une compétition de football qui réunit les clubs de l'État du Pernambouc, au Brésil. Il est organisé, sans interruption, depuis 1915.
Depuis les années 1930, le championnat est largement dominé par les trois principales équipes de la capitale : Sport Recife, Santa Cruz FC et Náutico.

## Fonctionnement
En 2008, le championnat se déroule deux phases. 
La première phase se dispute sous la forme de championnat. Les équipes sont d'abord réparties en 3 groupes de quatre qui disputent des matchs aller et retour. Selon leur classement, les équipes sont à nouveau réparties en 3 nouveaux groupes de quatre qui disputent à nouveau des matchs aller et retour. Les 6 premiers de cette phase sont qualifiés pour le tournoi final d'attribution du titre, les 6 derniers se rencontrent pour éviter la relégation. 
La seconde phase se déroule donc sous la forme d'un championnat à 6 équipes sous la forme de matchs aller et retour. 
Si la même équipe remporte les deux phases, elle est automatiquement déclarée championne. Sinon, les deux équipes vainqueurs se rencontrent lors d'une finale en deux matchs pour l'attribution du titre.

## Clubs
En 2013, pour la 99e édition du championnat, la division principale regroupait 12 équipes :
- Belo Jardim FC (Belo Jardim)
- Central SC (Caruaru)
- Chã Grande FC (Chã Grande)
- Náutico Capibaribe (Recife)
- Pesqueira FC (Pesqueira)
- Petrolina Social FC (Petrolina)
- CA do Porto (Caruaru)
- Salgueiro AC (Salgueiro)
- Santa Cruz FC (Recife)
- Serra Talhada FC (Serra Talhada)
- Sport Recife (Recife)
- SE Ypiranga FC (Santa Cruz do Capibaribe)

Le vainqueur de l'édition 2013 est le Santa Cruz FC.